# Cratone Superiore

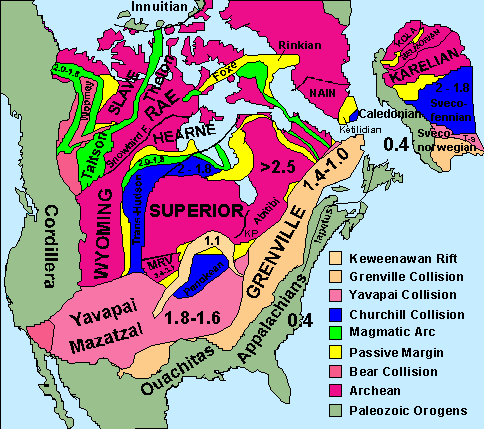
La localizzazione del Cratone Superiore nell'America del Nord.

Il Cratone Superiore (o Provincia Superiore) è un cratone risalente all'Archeano (4,031 miliardi di anni fa) che forma il nucleo centrale dello scudo canadese, situato nell'America del Nord a settentrione del Lago Superiore, da cui riceve la denominazione.

## Estensione
Il cratone si estende dal settore nordoccidentale del Québec, lungo la costa orientale della Baia di Hudson, proseguendo a sud attraverso l'Ontario, fino alle coste settentrionali del Lago Huron e del Lago Superiore. Attraversa la parte occidentale dell'Ontario a sud della baia di Hudson e passa al di sotto di gran parte del Manitoba sudorientale. Si estende a sud attraverso la parte orientale del Dakota del Nord e Dakota del Sud, e la parte occidentale del Minnesota.
È delimitato a ovest e nord dall'orogenesi trans-hudsoniana, risalente al Proterozoico, che lo separa da una serie di cratoni: cratone del Wyoming, cratone Hearne, cratone Slave, cratone Rae e cratone Nain. A sudest è delimitato dal Fronte di Grenville, a sud dal sistema di rift mediocontinentale e dai terrane Yavapai – Mazatzal.